# 圭多雕像

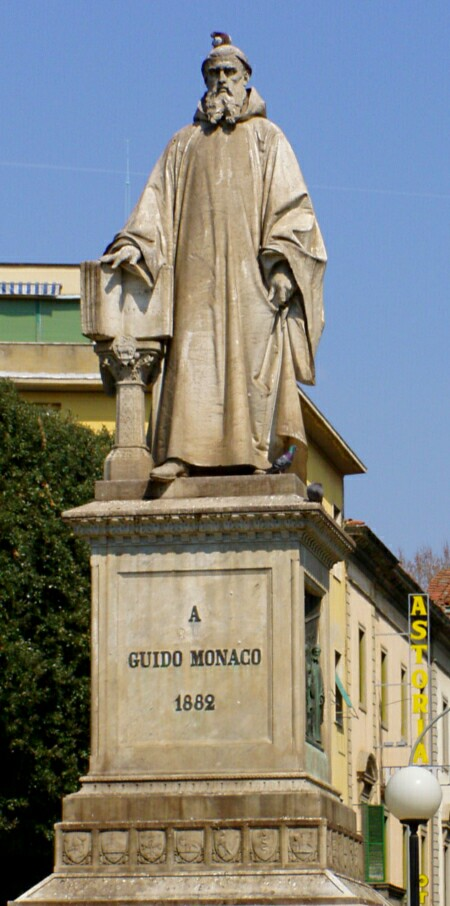
圭多雕像

圭多雕像（Statua a Guido Monaco）位于意大利阿雷佐的圭多广场（Piazza Guido Monaco）的中心，由雕塑家Salvino Salvini完成于1882年，材质为白色大理石。
早在1864年，阿雷佐市议会决定为现代音乐记谱法的发明者，中世纪音乐家圭多竖立纪念碑，焦阿基诺·罗西尼、朱塞佩·威尔第和梅尔卡丹特均被聘为艺术委员会的成员。 
1882年雕像揭幕，在彼特拉克剧院（Teatro Petrarca）上演阿里格·博伊托的歌剧《梅菲斯特费勒斯》。